# Mestaruussarja 1930
Die Mestaruussarja 1930 war die erste Spielzeit der finnische Fußballmeisterschaft unter dem neuen Namen. Sie wurde unter acht Mannschaften in einer einfachen Runde vom 10. August bis 12. Oktober ausgespielt. Die Meisterschaft sicherte sich in einem wegen Punktgleichheit ausgetragenen Entscheidungsspiel Helsingfors IFK vor Turku PS.

## Teilnehmende Mannschaften
| Langname             | Kürzel | Ort      | Vorjahr     |
| -------------------- | ------ | -------- | ----------- |
| Helsingin Palloseura | HPS    | Helsinki | Meister     |
| Helsingfors IFK      | HIFK   | Helsinki | Vizemeister |
| Turku PS             | TPS    | Turku    |             |
| Viipurin Palloseura  | ViPS   | Viipuri  |             |
| Vaasan Palloseura    | VPS    | Vaasa    |             |
| Kronohagens IF       | KIF    | Helsinki |             |
| IF Stjärnan          | Stj.   | Helsinki |             |
| Åbo IFK              | ÅIFK   | Turku    |             |

## Abschlusstabelle
| Pl. | Verein                   | Sp. | S | U | N | Tore    | Quote | Punkte |
| --- | ------------------------ | --- | - | - | - | ------- | ----- | ------ |
| 1.  | Helsingfors IFK          | 7   | 5 | 2 | 0 | 022:700 | 3,14  | 12:20  |
| 2.  | Turku PS                 | 7   | 5 | 2 | 0 | 025:120 | 2,08  | 12:20  |
| 3.  | Helsingin Palloseura (M) | 7   | 4 | 1 | 2 | 026:170 | 1,53  | 09:50  |
| 4.  | Viipurin Palloseura      | 7   | 3 | 1 | 3 | 020:160 | 1,25  | 07:70  |
| 5.  | Vaasan Palloseura        | 7   | 2 | 3 | 2 | 023:270 | 0,85  | 07:70  |
| 6.  | Kronohagens IF           | 7   | 2 | 2 | 3 | 017:180 | 0,94  | 06:80  |
| 7.  | IF Stjärnan              | 7   | 0 | 2 | 5 | 009:350 | 0,26  | 02:12  |
| 8.  | Åbo IFK                  | 7   | 0 | 1 | 6 | 009:190 | 0,47  | 01:13  |

| (M) | amtierender Meister |

## Kreuztabelle
| 1930 | 1930                 | HIF | TPS | HPS | VIP | VPS | KIF | STJ | ÅBO |
| 1.   | Helsingfors IFK      |     | 1:1 | –   | –   | –   | 4:0 | 8:1 | –   |
| 2.   | Turku PS             | –   |     | 3:2 | –   | 3:2 | –   | 9:2 | 1:0 |
| 3.   | Helsingin Palloseura | 1:3 | –   |     | –   | –   | 3:2 | 5:2 | 2:1 |
| 4.   | Viipurin Palloseura  | 1:2 | 2:5 | 4:4 |     | –   | 1:0 | –   | –   |
| 5.   | Vaasan Palloseura    | 2:2 | –   | 2:9 | 5:3 |     | –   | –   | 5:3 |
| 6.   | Kronohagens IF       | –   | 3:3 | –   | –   | 4:4 |     | 4:0 | –   |
| 7.   | IF Stjärnan          | –   | –   | –   | 0:5 | 3:3 | –   |     | 1:1 |
| 8.   | Åbo IFK              | 1:2 | –   | –   | 0:4 | –   | 3:4 | –   |     |

## Entscheidungsspiel
| 12. Oktober 1930, 14:00 Uhr | Helsingfors IFK 1:0 Holger Salin (51.) 0 2:1 Jarl Malmgren (61.) 3:1 Jarl Malmgren (76.) 4:1 Jarl Malmgren (79.) | 4 : 1 (0 : 0) | Turun Palloseura 0 1:1 Vieno Nikander (55.) | Töölön Pallokenttä, Helsinki Zuschauer: 3.353 |

## Meistermannschaft
Folgende Spieler gehörten der Meistermannschaft Helsingfors IFK an:
- Gunnar Åström, Evald Eriksson, Charles Holmberg, Frans Karjagin, Leo Karjagin, Gösta Lesch, Axel Lindbäck, Ragnar Lindbäck, Torsten Lindholm, Jarl Malmgren, Gunnar Närhinen, Alfons Nylund, Holger Salin, Harald Sundqvist, Torsten Svanström.

## Torschützenkönig
Holger Salin (HIFK) und Olof Strömsten (KIF) wurden mit neun Treffern die ersten Torschützenkönige der Mestaruussarja.